# Гувудста (станція метро)
59°20′58″ пн. ш. 17°59′08″ сх. д. / 59.349444444444° пн. ш. 17.985555555556° сх. д.
«Гувудста» (швед. Huvudsta) — станція Стокгольмського метрополітену. 
Розташована на синій лінії, обслуговується потягами маршруту Т10, між станціями Сульна-странд та Вестра-скуген.  
Була відкрита 19 серпня 1985 року. 
Відстань від початку маршруту — станції Кунгстредгорден складає 5,2 км. 
Пасажирообіг станції в будень —	3 500  осіб (2019)

Розташована у мікрорайоні Гувудста у комуні Сульна.
Конструкція: односклепінна тбіліського типу (глибина закладення — 25 м) з однією прямою острівною платформою.

## Операції
| Попередня станція       | Лінія | Лінія     | Лінія | Наступна станція                 |
| ----------------------- | ----- | --------- | ----- | -------------------------------- |
| Сульна-странд до Юльста |       | Лінія T10 |       | Вестра-скуген до Кунгстредгорден |